# Daly City
Pour les articles homonymes, voir Daly.
Daly City est une ville américaine, plus grande ville du comté de San Mateo en Californie, incorporée en 1911. Elle est située en bordure des villes de San Francisco, Brisbane, Pacifica, South San Francisco et Colma, tout près de la faille de San Andreas. Elle doit son nom à un homme d'affaires du nom de John Daly.
Lors du recensement des États-Unis de 2010, sa population s'élève à 101 123 habitants, à majorité d'origine asiatique, en particulier avec une forte communauté d'origine philippine et cette population occupe un territoire de 19,6 km2. L'Interstate 280 passe par Daly City. Le commerce se développe dans la ville grâce à la proximité de San Francisco.

## Personnalités célèbres
Les personnalités suivantes sont liées à la ville :
- Sam Rockwell, acteur, est né à Daly City ;
- David Brown, musicien, est né à Daly City.

## Démographie
La population de Daly City depuis 1920 évolue comme suit: